# Georg Franzen
Georg Franzen (* 9. Oktober 1958 in Mülheim/Ruhr) ist ein deutscher Psychotherapeut, Kunstpsychologe und Hochschullehrer.

## Leben
Franzen studierte Psychologie, Philosophie und Kunstwissenschaften an den Universitäten Hannover und Bremen. Dort promovierte er 1992 mit einer Arbeit über:„Sigmund Freud und der Moses des Michelangelo“. Anschließend arbeitete er von 1986 bis 1999 in der Sozialpsychiatrie und von 1997 bis 2004 als Lehrbeauftragter für Kunstpsychologie an der Universität Bremen. 1991 bis 1999 absolvierte er eine Ausbildung in tiefenpsychologisch fundierter und analytischer Psychotherapie. 1999 erhielt Franzen als Psychologischer Psychotherapeut die Kassenzulassung und arbeitet seitdem in eigener Praxis in Celle. 2016 habilitierte Franzen an der Sigmund Freud Privatuniversität Wien für Kunsttherapie und angewandte Kunstpsychologie im Bereich der Psychotherapiewissenschaft.
In Berlin leitet Franzen seit 2016 das Department für Psychotherapiewissenschaft an der Sigmund Freud Privatuniversität, wo er sowohl verantwortlich für den Studiengang Psychotherapiewissenschaft als auch für Klinische Kunsttherapie ist. Außerdem ist er Leiter der dortigen Institutsambulanz. 2018 wurde Franzen zum Universitätsprofessor ernannt und unterrichtet an beiden Standorten der Sigmund Freud Privatuniversität. Parallel ist er am Institut INITA gGmbH in Hannover als Trainer tätig, ein Ausbildungsinstitut für Psychologische Psychotherapie. Dort übernimmt er die Aufgaben eines Supervisor und Lehrtherapeuten für psychodynamische Psychotherapie.
Seine Forschungsschwerpunkte in Lehre und Forschung sind angewandte Kunstpsychologie, Kunsttherapie und kreative Verfahren der Psychotherapie. Franzen setzt sich für die Entstigmatisierung von chronisch psychisch Kranken ein und hat 2019 die Aktionswoche Seelische Gesundheit in Niedersachsen zum Thema „Kunst trifft Seele“ unterstützt. Ein besonderes Anliegen von Franzen ist es, sich für die stärkere regionale Einbindung von Psychotherapeuten in die sozialpsychiatrische Versorgung starkzumachen, weshalb er in Celle seit vielen Jahren im gemeindepsychiatrischen Verbund tätig ist.
Franzen hat mehrere Bücher und über achtzig Publikationen in wissenschaftlichen Zeitschriften und Handbüchern veröffentlicht. Außerdem schreibt er Lyrik.

## Verbandstätigkeit
- 1. Vorsitzender der Deutschen Gesellschaft für Künstlerische Therapieformen e.V. (DGKT)[11]
- Vorstandsmitglied der Deutschen Sektion der Internationalen Gesellschaft für Kunst- und Gestalttherapie (IGKGT)[12]
- Vorsitzender des Verbands Psychologischer Psychotherapeutinnen und Psychotherapeuten (VPP) Niedersachsen gewählt[8]
- Vorstand der Landesgruppe des Berufsverbandes Deutscher Psychologinnen u. Psychologen (BDP) Niedersachsen[8]
- Mitglied im Kammerausschuss für Aus-, Fort-u. Weiterbildung der Psychotherapeutenkammer Niedersachsen (PKN)[12]

## Schriften
Als Autor
- Symbolisches Verstehen. Beiträge zur angewandten Kunstpsychologie. Peter Lang, 2004, ISBN 978-3-631-32111-9
- Der tiefenhermeneutische Zugang zur bildenden Kunst. Dargestellt am Beispiel der Freud-Studie „Der Moses des Michelangelo“, Dissertation Universität Bremen, Peter Lang Verlag, 1992, ISBN 3-631-45013-3
- Heinrich Heine, der Künstler und das Modell. Betrachtungen zu Alexander Schadow´s Bildreihe: Ein Liederbuch. Dokumentation zeitgenössischer Graphik, Schadow-Gesellschaft, Celle 1993, ISBN 3-929543-00-1
- Alexander Schadow´s 12 Entwürfe zu Peer Gynt: Eine kunstpsychologische Studie, Roderer-Verlag, Regensburg 1990, ISBN 3-89073-479-0

Als Herausgeber (Auswahl)
Zeitschriften
- Zeitschrift Musik, Tanz- und Kunsttherapie, ISSN 0933-6885
- Journal der Deutschen Gesellschaft für künstlerische Therapieformen (DGKT-Journal), ISSN 2510-3539
- Kunst und Seelisches Gesundheit, Medizinisch Wissenschaftliche Verlagsgesellschaft 2009, ISBN 978-3-939069-96-6
- Mit Ruth Hampe, Monika Wigger: Zur Psychodynamik kreativen Gestaltens: Künstlerische Therapien in klinischen und psychosozialen Arbeitsfeldern, Verlag Karl Alber, Freiburg 2020, ISBN 978-3-495-49137-9